# الحشد (فلم 1928)
الحشد (بالإنجليزية: The Crowd) هو فيلمٌ صامتٌ تم إنتاجه في الولايات المتحدة وصدر في سنة 1928. الفيلم من إخراج كينغ فيدور، ومن إنتاج استديوهات مترو غولدوين ماير.

## الجوائز والترشيحات
ترشّح الفيلم لنيل جائزتي أوسكار في حفل توزيع جوائز الأوسكار الأول.

## وصلات خارجية
- الحشد على موقع IMDb (الإنجليزية)
- الحشد على موقع الموسوعة البريطانية (الإنجليزية)
- الحشد على موقع روتن توميتوز (الإنجليزية)
- الحشد على موقع نتفليكس (الإنجليزية)
- الحشد على موقع ألو سيني (الفرنسية)
- الحشد على موقع Turner Classic Movies (الإنجليزية)
- الحشد على موقع أول موفي (الإنجليزية)
- الحشد على موقع فيلمافينيتي (الإسبانية)
- الحشد على موقع قاعدة بيانات الفيلم (الإنجليزية)
- الحشد على موقع ليتربوكسد (الإنجليزية)